# ハイラル駅
ハイラル駅（ハイラルえき、モンゴル語：ᠬᠠᠶᠢᠯᠠᠷ
ᠥᠷᠲᠡᠭᠡ　転写：Qailar ortege、中国語：海拉尔站）とは、中華人民共和国内モンゴル自治区フルンボイル市ハイラル区に位置する浜洲線の駅。

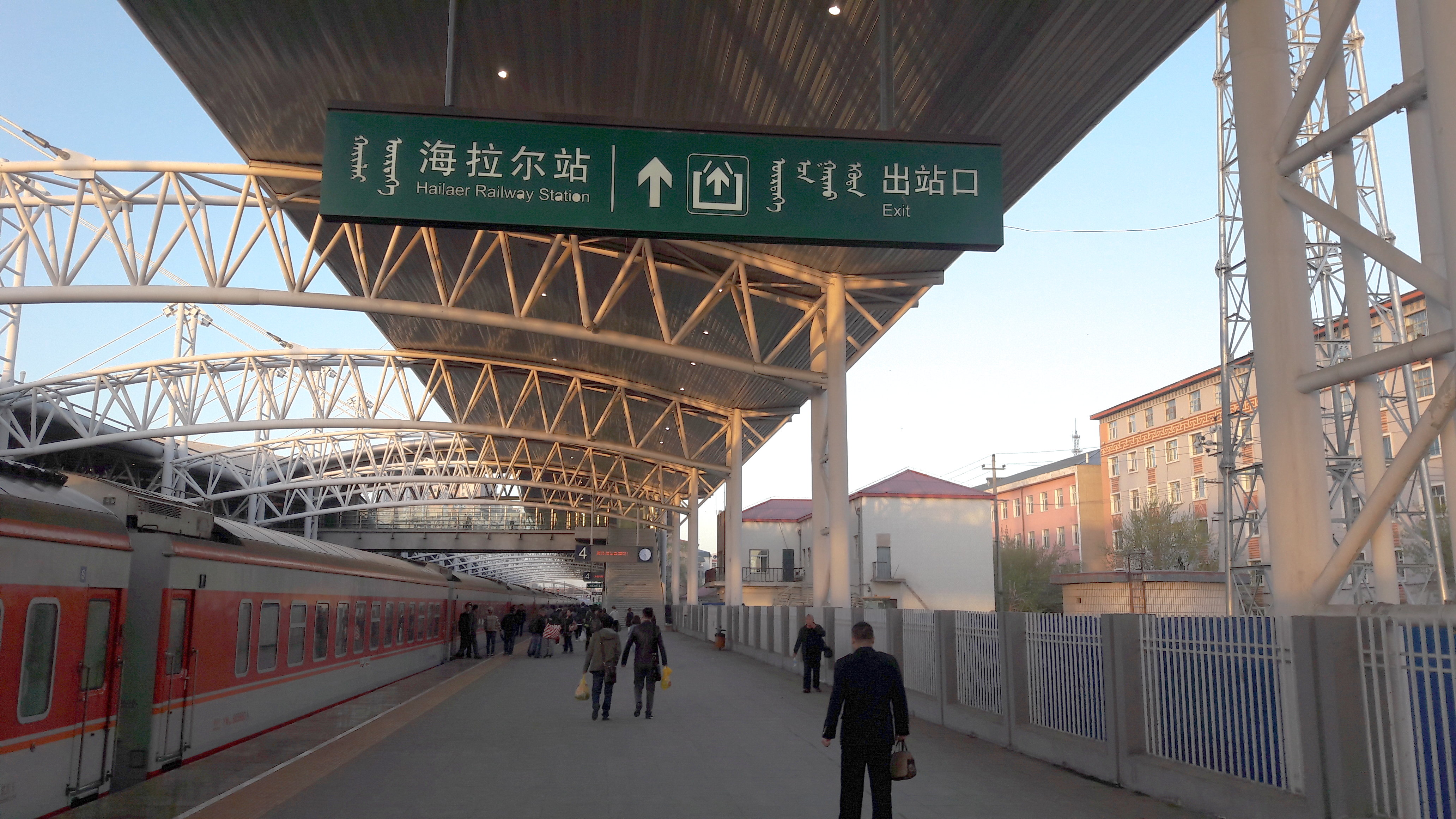
プラットフォーム。案内はモンゴル語と漢字で表記されている。

## 歴史
- 1903年7月14日　開業[1]。
- 2012年12月  駅舎新築竣工。

## 隣の駅
中華人民共和国鉄道部
浜洲線
ハイラル東駅 - ハイラル駅 - 大良駅

## 脚註
1. ↑  历史节点链接